# Hruli, Lohvîțea
Hruli (în ucraineană Хрулі) este un sat în comuna Bodakva din raionul Lohvîțea, regiunea Poltava, Ucraina.

## Demografie
Componența lingvistică a localității Hruli
     Ucraineană (96,69%)
     Rusă (3,31%)
Conform recensământului din 2001, majoritatea populației localității Hruli era vorbitoare de ucraineană (96,69%), existând în minoritate și vorbitori de rusă (3,31%).